# Rossmann
Rossmann GmbH är tysk apotekskedja med i huvudkontor i Burgwedel utanför Hannover. 
Rossmann är en av Tysklands största apotekskedjor tillsammans med Dm-drogerie markt.
Rossmann grundades 1972 av Dirk Rossman, som satsade på billiga varor i samband med att prisregleringen på den tyska dagligvarumarknaden upphörde. Under 1980-talet expanderade företaget och finns idag över hela Tyskland. Det har under senare år etablerat sig i också i Östeuropa.